# エアスピード オックスフォード

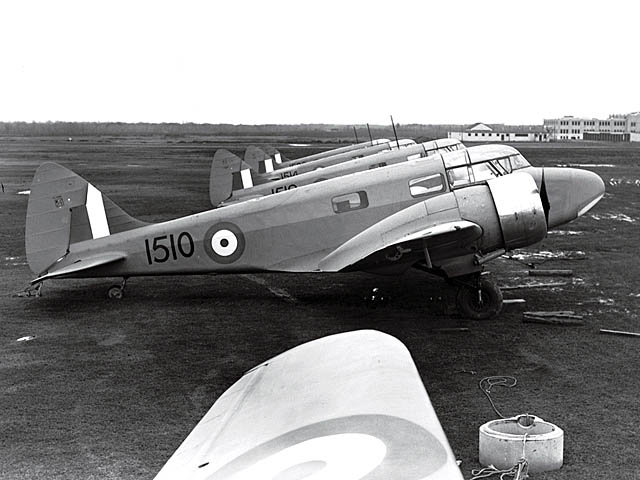
エアスピード オックスフォード

エアスピード オックスフォード (Airspeed Oxford) は、イギリス空軍で使用されたエアスピード社製の練習機である。1937年に採用されてから上級練習機として利用され、第二次世界大戦中には連絡機や病院機としても使用された。戦後も引き続き練習機として利用され、退役したのは1954年であった。

## 概要
オックスフォードは、エアスピード社の双発軽旅客機エンボイを練習機として発展させた機体で、1937年6月に試作機が初飛行している。木製合板張りセミモノコック構造の双発機で、イギリス空軍初の双発単葉の上級練習機であった。1937年11月から就役を開始し、操縦、航法、射撃、爆撃などのあらゆる訓練に使用された。多少操縦性に癖はあったが全般的に使いやすい機体だったため、第二次世界大戦中は連絡機や戦傷者を運ぶ病院機としても利用された。
MK.1からMK.5までの型があるが、実際に利用されたのはMk.1, 2, 5である。生産はエアスピード社の他、デ・ハビランド社、パーシバル社でも行われ、合計8751機製造された。大戦後も主力練習機の一つとして利用され、イギリス空軍では1954年まで使用された。
また大戦後、生産されたオックスフォードの一部がエアスピード社によって買い戻されて民間向け軽旅客機に改造され、コンサルの名称で販売された。

## スペック
- 全幅: 16.25 m
- 全長: 10.51 m
- 全高: 3.38m
- 機体重量: 3,447 kg

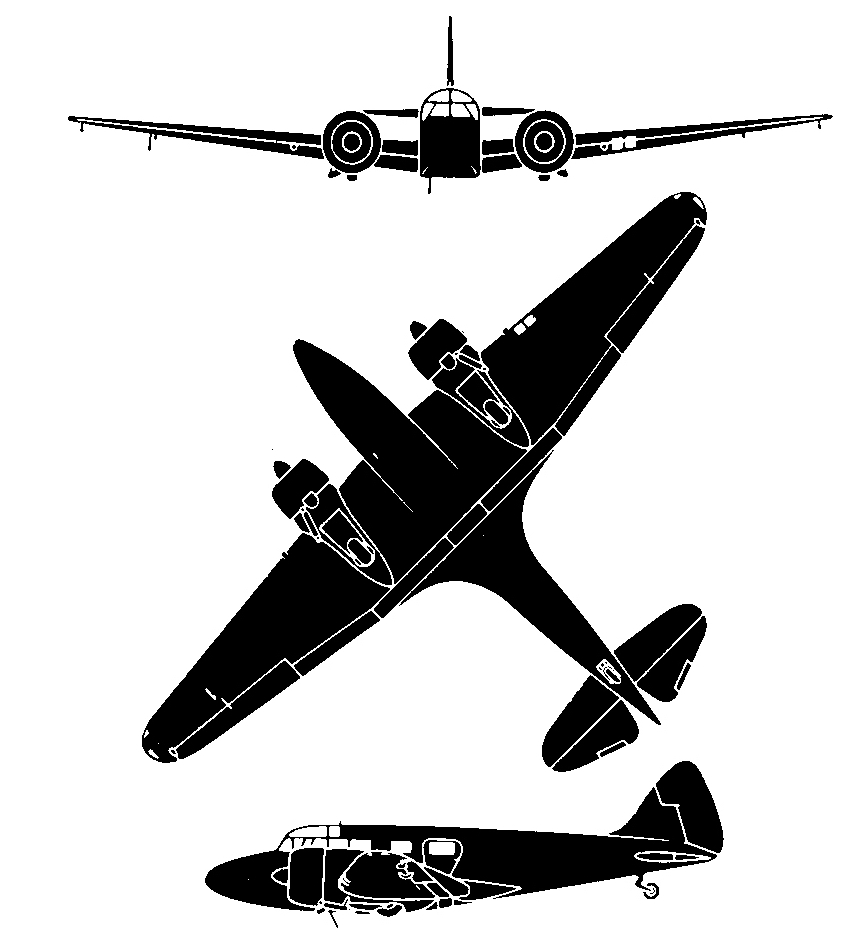
Airspeed Oxford

- エンジン: アームストロング シドレー　チータ9 空冷7気筒  350 hp
- 最大速度: 298 km/h
- 航続距離: 1,464 km
- 乗員: 3名